# آدم دانيال هومه
آدم دانيال هومه من مواليد 23 مايو 1946 في قرية تل نصري الواقعة على الضفة الشرقية لنهر الخابور، وعلى منتصف الطريق بين مدينتي الحسكة ورأس العين في سوريا.

## حياته
شارك في تأسيس أول تنظيم سياسي مبرمج عام 1958 وهو لم يتجاوز الثانية عشرة من عمره، وأصغر عضو في الهيئة التأسيسية. وفي عام 1963 أطلق على ذلك التنظيم اسم (المنظمة الآثورية الديمقراطية) وتم تعيين تاريخ التأسيس في 15 تموز1957. بدأ بنشر نتاجه الأدبي في الصحف العربية وخاصة السورية واللبنانية تحت اسم (عبد الحرية آشوري) وعمره لا يتجاوز الثالثة عشرة. أنهى الدراسة الثانوية في مدينة الحسكة، و تخرج من جامعة الإسكندرية في مصر، كلية الآداب- قسم اللغة العربية. عمل مدرساً في ثانويات محافظة الحسكة.

## أهم أعماله
- أصدر أول ديوان خواطر وشعر بعنوان (الزورق التائه) عام 1967.
- أصدر ديوانه الشعري الثاني باسم (أوراق ملونة من مفكرة إنسان) عام 1973.
- أصدر ديوانه الشعري الثالث (آشورية) عام 1976.
- ترجم ونشر من الآشورية إلى العربية كتاب (من نحن) للدكتور بـيره سرمس عام 1978 في لبنان، وأعيدت طباعته في مدينة ديترويت الولايات المتحدة الأمريكية عام 1985.
- ترجم ونشر من الآشورية إلى العربية قصة (بابنا المغلق) لرائد القصة الآشورية ميشائيل لازار عيسى عام 1983 في سوريا.
- كتب كلمات معظم أغاني الفنان جورج هومه، والتي هي في الحقيقة من أجمل ما كتب من شعر باللغة الآشورية.
- له مخطوطات جاهزة للطبع هي:

- ترجمة (تاريخ الرؤساء) للملك ياقو ملك إسماعيل إلى العربية.
- ترجمة (الآشوريون والحربان العالميتان) للملك ياقو ملك إسماعيل إلى العربية.
- ترجمة وإعداد (قصة وأمثال اخيقار الحكيم) باللغات الآشورية والعربية والإنكليزية.
- ترجمة (رحلة القس صليبا إلى السماء).
- (زورق السماء)، ديوان شعر.
- مقومات الأمة الآشورية، دراسة وبحث تاريخي.
- أول شاعر من محافظة الحسكة يمنح عضوية اتحاد الكتاب العرب.
- أقام أول أمسية شعرية في كانون الثاني عام 1972 بدعوة من المركز الثقافي في القامشلي.
- شارك في العديد من الأمسيات الشعرية بدعوات من اتحاد الكتاب العرب ونقابات المعلمين.
- أصدر ورأس تحرير أول مجلة ثقافية سياسية ناطقة بلسان المنظمة الآشورية الديمقراطية في سوريا عام 1974 تحت اسم نسر أشور.
- اختير من قبل المؤتمر الثالث للمنظمة ممثلاً رسمياً ومسؤولاً متفرغاً في لبنان عام 1976.
- أصبح ممثلاً رسمياً للاتحاد الآشوري العالمي في سوريا ولبنان عام 1977.
- أسس أول مجلس ملي لأبناء الكنيسة الشرقية الآشورية في لبنان بتخويل رسمي من المطران مار نارساي دي باز.
- واحد من مؤسسي المجلس الملي لأبناء الكنيسة الشرقية الآشورية في سوريا وعضو في جميع هيئاتها الإدارية ولجانها التفتيشية حتى مغادرته سوريا.
- أسس الحزب الآشوري الديمقراطي بمؤازرة فئة من الشباب الآشوري الرافض لنهج المنظمة الآشورية الديمقراطية وذلك في السابع من آب عام 1977.

## إعادته إلى سوريا
أعيد من لبنان إلى سوريا، حيث تم إلقاء القبض عليه فـور وصوله وأودع السجن.و بعد خروجه من السجن فرضت عليه الإقامة الجبرية ومنع من مغادرة الحدود السورية من عام 1977 لغاية عام 1985. كم منع من ممارسة أي عمل وظيفي في الدوائر الحكومية لمدة أربع سنوات. بعد العديد من المحاولات تمكن من الحصول على تأشيرة خروج من سوريا وغادرها على الفور إلى أستراليا تاركاً وراءه زوجته وطفلته التي لم تكن قد جاوزت، يوم ذاك، الأشهر الستة حيث لحقتا به بعد ذلك. - له ابنتان: ننليل وآثور. وولدان: أشور وأنليل - أصدر ورأس تحرير جريدة (أترا) الناطقة بلسان الحزب الآشوري الديمقراطي في أستراليا. - واحد من أعضاء اللجنة التأسيسية التي أنيطت بها مهام تأسيس أول مدرسة آشورية في مدينة سيدني- أستراليا وفي دول المهاجر قاطبة. - أمنيته القريبة أن يساهم في تأسيس أول اتحاد للكتاب الآشوريين في العالم، وأمنيته البعيدة والمضنية أن يكون له مساهمة متواضعة في توحيد الحركة السياسية الآشورية عالميا.